# Ligue corse de football
La Ligue corse de football est un organe fédéral dépendant de la Fédération française de football créé en 1922 et chargé d'organiser les compétitions de football au niveau de la Corse.
La LCF qui a son siège à Bastia est une des deux seules ligues en France à ne pas avoir de subdivision en district départementaux. Le président de la Ligue est Jean René Moracchini depuis le 3 novembre 2012.
La principale compétition organisée par la Ligue est le championnat de Régional 1 de Corse qui donne le droit à son vainqueur de participer au championnat de National 3. La Ligue s'occupe également d'organiser les premiers tours de la Coupe de France de football et de gérer le football féminin régional.

## Compétitions organisées
La LCF organise les compétitions entre clubs à l'échelon de la Corse, quelle que soit la catégorie d'âge.
| Compétitions masculines - Coupe de France (tours régionaux) (Lien) - Régional 1 (Lien) - Régional 2 (Lien) - Régional 3 (Lien) - Régional 4 (Lien) - Coupe de Corse (Lien) - Trophée des champions de Corse (Lien) - Coupe Gambardella (tours régionaux) (Lien) - Élite des -19 ans (Lien) - Excellence des -19 ans (Lien) - Coupe de Corse des -19 ans (Lien) - Élite des -17 ans (Lien) - Excellence des -17 ans (Lien) - Coupe de Corse des -17 ans (Lien) - Élite des -15 ans (Lien) - Excellence des -15 ans (Lien) - Coupe de Corse des -15 ans (Lien) - Élite des -13 ans (Lien) - Excellence des -13 ans (Lien) | Compétitions féminines - Division d'Honneur (Lien) - Coupe de Corse (Lien) Autres types de compétitions - Coupe nationale de football d'entreprise (tours régionaux) (Lien) - Coupe nationale de football en salle (tours régionaux) (Lien) - Division d'Honneur de football en salle (Lien) - Coupe de Corse Vétérans (Lien) - Challenge Alex Stra (Lien) - Challenge Xavier Poli (Lien) - Challenge Commissions Vétérans (Lien) |

## Palmarès

### Palmarès national des clubs de la Ligue
| SC Bastia Coupe de France (1) : 1981 Supercoupe de France (1) : 1972 |

Domination en Corse depuis 1919
- De 1919 à 1939 : Champion de la Division d'Honneur de Corse.
- De 1939 à 1941 et de 1943 à 1945 : Information non connue.
- De 1941 à 1943 et de 1945 à 1959 : Champion de la Division d'Honneur de Corse.
- Depuis 1959 : Club le mieux classé en division nationale.

### Palmarès régional
| Saison | Division d'Honneur          | Promotion d'Honneur A | Coupe de Corse           | Division d'Honneur Féminine |
| ------ | --------------------------- | --------------------- | ------------------------ | --------------------------- |
| 1920   | AC Ajaccio                  | -                     | -                        | -                           |
| 1921   | AC Ajaccio                  | -                     | -                        | -                           |
| 1922   | SC Bastia                   | -                     | -                        | -                           |
| 1923   | CA Bastia                   | -                     | -                        | -                           |
| 1924   | CA Bastia                   | -                     | -                        | -                           |
| 1925   | CA Bastia                   | -                     | -                        | -                           |
| 1926   | CA Bastia                   | -                     | -                        | -                           |
| 1927   | SC Bastia                   | -                     | -                        | -                           |
| 1928   | SC Bastia                   | -                     | SC Bastia                | -                           |
| 1929   | SC Bastia                   | -                     | SC Bastia                | -                           |
| 1930   | SC Bastia                   | -                     | SC Bastia                | -                           |
| 1931   | SC Bastia                   | -                     | SC Bastia                | -                           |
| 1932   | SC Bastia                   | -                     | SC Bastia                | -                           |
| 1933   | CA Bastia                   | -                     | FC Ajaccio               | -                           |
| 1934   | AC Ajaccio                  | -                     | AC Ajaccio               | -                           |
| 1935   | SC Bastia                   | -                     | FC Ajaccio               | -                           |
| 1936   | SC Bastia                   | -                     | SC Bastia                | -                           |
| 1937   | FC Ajaccio                  | -                     | FC Ajaccio               | -                           |
| 1938   | FC Ajaccio                  | -                     | FC Ajaccio               | -                           |
| 1939   | AC Ajaccio                  | -                     | FC Ajaccio               | -                           |
| 1941   | -                           | -                     | FC Ajaccio               | -                           |
| 1942   | SC Bastia                   | -                     | FC Ajaccio               | -                           |
| 1943   | SC Bastia                   | -                     | SC Bastia                | -                           |
| 1946   | SC Bastia                   | -                     | SC Bastia                | -                           |
| 1947   | SC Bastia                   | -                     | FC Ajaccio               | -                           |
| 1948   | AC Ajaccio                  | -                     | FC Ajaccio               | -                           |
| 1949   | SC Bastia                   | -                     | US Corte                 | -                           |
| 1950   | AC Ajaccio                  | -                     | AC Ajaccio               | -                           |
| 1951   | FCC Bastia                  | -                     | SC Bastia                | -                           |
| 1952   | FCC Bastia                  | -                     | CA Bastia                | -                           |
| 1953   | FCC Bastia                  | -                     | FC Ajaccio               | -                           |
| 1954   | FCC Bastia                  | -                     | SC Bastia                | -                           |
| 1955   | AC Ajaccio                  | -                     | AC Ajaccio               | -                           |
| 1956   | FC Ajaccio                  | -                     | EF Bastia                | -                           |
| 1957   | FC Ajaccio                  | -                     | Olympique Ajaccio        | -                           |
| 1958   | FCC Bastia                  | -                     | SC Bastia                | -                           |
| 1959   | SC Bastia                   | -                     | SC Bastia                | -                           |
| 1960   | FCC Bastia                  | -                     | SC Bastia                | -                           |
| 1961   | GFCO Ajaccio                | -                     | AC Ajaccio               | -                           |
| 1962   | SC Bastia                   | -                     | SC Bastia                | -                           |
| 1963   | SC Bastia                   | -                     | Gazélec Ajaccio          | -                           |
| 1964   | AC Ajaccio                  | -                     | SEC Bastia R             | -                           |
| 1965   | GFCO AjaccioR               | -                     | SEC Bastia R             | -                           |
| 1966   | -                           | -                     | SEC Bastia R             | -                           |
| 1967   | SC Bastia R                 | -                     | Gazélec Ajaccio          | -                           |
| 1968   | SC Bastia R                 | -                     | SEC Bastia R             | -                           |
| 1969   | US Corte                    | -                     | Gazélec Ajaccio          | -                           |
| 1970   | SC Bastia R                 | -                     | SEC Bastia R             | -                           |
| 1971   | SC Bastia R                 | -                     | Stade Bastia             | -                           |
| 1972   | CA Bastia                   | -                     | AS Porto Vecchio         | -                           |
| 1973   | AS Porto Vecchio            | -                     | CA Bastia                | -                           |
| 1974   | EF Bastia                   | -                     | Gazélec Ajaccio          | -                           |
| 1975   | CA Bastia                   | -                     | AS Moriani Plage         | -                           |
| 1976   | Gazélec Ajaccio R           | -                     | CA Bastia                | -                           |
| 1977   | CA Bastia                   | -                     | EF Bastia                | -                           |
| 1978   | Olympique d'Ajaccio         |                       | EF Bastia                | -                           |
| 1979   | US Corte                    | -                     | EF Bastia                | -                           |
| 1980   | EF Bastia                   | -                     | US Corte                 | -                           |
| 1981   | Olympique d'Ajaccio         | -                     | US Corte                 | -                           |
| 1982   | EF Bastia                   | -                     | EF Bastia                | -                           |
| 1983   | US Corte                    | -                     | -                        | -                           |
| 1984   | FA Ile-Rousse Monticello    | -                     | US Corte                 | -                           |
| 1985   | FA Ile-Rousse Monticello    | -                     | FA Ile-Rousse Monticello | -                           |
| 1986   | FA Ile-Rousse Monticello    | -                     | FA Ile-Rousse Monticello | -                           |
| 1987   | Gazélec AjaccioR            | -                     | FA Ile-Rousse Monticello | -                           |
| 1988   | CA Bastia                   | -                     | SC Bastia R              | -                           |
| 1989   | EO Cervione                 | -                     | Gazélec Ajaccio          | -                           |
| 1990   | AS Furiani-Agliani          | -                     | CA Bastia                | -                           |
| 1991   | US Corte                    | -                     | AS Furiani-Agliani       | -                           |
| 1993   | Olympique d'Ajaccio         | -                     | Gazélec Ajaccio          | -                           |
| 1994   | AC Ajaccio                  | -                     | UJO Sartène              | -                           |
| 1995   | FCA Calvi                   | -                     | FC Corte Castirla        | -                           |
| 1996   | Borgo FC                    | -                     | CA Propriano             | -                           |
| 1997   | CA Bastia Gallia Lucciana   | -                     | SCO Ajaccio              | -                           |
| 1998   | ES Cervione-Moriani         | -                     | ES Cervione-Moriani      | -                           |
| 1999   | USC Corte                   | -                     | CA Bastia                | -                           |
| 2000   | EF Bastia                   | -                     | Borgo FC                 | -                           |
| 2001   | CA Bastia                   | -                     | EF Bastia                | -                           |
| 2002   | USC Corte                   | -                     | EF Bastia                | -                           |
| 2003   | RC du Centre                | -                     | CA Bastia                | -                           |
| 2004   | USC Corte                   | -                     | EF Bastia                | -                           |
| 2005   | GFCO Ajaccio R              | -                     | USC Corte                | -                           |
| 2006   | AS Porto-Vecchio            | -                     | USC Corte                | -                           |
| 2007   | FC Bastelicaccia            | -                     | SC Bastia R              | -                           |
| 2008   | AC Ajaccio R                | -                     | CA Bastia                | -                           |
| 2009   | FCA Calvi                   | -                     | CA Bastia                | -                           |
| 2010   | Borgo FC                    | Île-Rousse            | Borgo FC                 | -                           |
| 2011   | AC Ajaccio R                | Borgo FC              | FCA Calvi                | -                           |
| 2012   | Borgo FC                    | AS Antisanti          | FCA Calvi                | Sud FC                      |
| 2013   | FAIRM Île-Rousse Monticello | -                     | FCA Calvi                | -                           |
| 2014   | AS Furiani-Agliani          | AS Nebbiu-Conca d'Oru | AJ Biguglia              | -                           |
| 2015   | Borgo FC                    | AS Furiani-Agliani R  | Borgo FC                 | -                           |
| 2016   | AS Furiani-Agliani          | AS Casinca            | GC Lucciana              | -                           |
| 2017   | EF Bastia                   | FC Squadra Calvi      | Borgo FC                 | -                           |

| Saison | Régional 1                                            | Régional 2                                            | Régional 3                                            | Régional 4                                            | Coupe de Corse                                        | Régional 1 Féminine                                   |
| ------ | ----------------------------------------------------- | ----------------------------------------------------- | ----------------------------------------------------- | ----------------------------------------------------- | ----------------------------------------------------- | ----------------------------------------------------- |
| 2018   | FC Bastelicaccia                                      | JS Bonifacio                                          |                                                       |                                                       | EF Bastia                                             | -                                                     |
| 2019   | FC Balagne                                            | Afa FA                                                |                                                       |                                                       | SC Bastia                                             | -                                                     |
| 2020   | USC Corte                                             | FC Bastia-Borgo rés.                                  |                                                       |                                                       | Compétition annulée à cause de la pandémie Covid-19   | -                                                     |
| 2021   | Compétitions annulées à cause de la pandémie Covid-19 | Compétitions annulées à cause de la pandémie Covid-19 | Compétitions annulées à cause de la pandémie Covid-19 | Compétitions annulées à cause de la pandémie Covid-19 | Compétitions annulées à cause de la pandémie Covid-19 | Compétitions annulées à cause de la pandémie Covid-19 |
| 2022   | FC Balagne                                            | Squadra Valincu Alta-Rocca Rizzanese                  | AS Antisanti                                          | JS Monticello                                         | GC Lucciana                                           | EC Bastia                                             |
| 2023   | SC Bastia rés.                                        | Sud FC                                                | FC Balagne rés.                                       | FC Lupinu                                             | FC Balagne                                            | FEC Bastia                                            |
| 2024   | Sud FC                                                | GFC Ajaccio                                           | AS Capicorsu                                          | AS Calinzana                                          | FC Balagne                                            | FEC Bastia                                            |

## Clubs évoluant dans les divisions nationales (2024-2025)
| \| Légende : Ligue 1 Ligue 2 National National 2 National 3 AC Ajaccio SC Bastia FC Balagne AS Furiani-Agliani FC Borgo GC Lucciana USC Corte Sud FC \| Clubs évoluant dans des divisions nationales. |
| Légende : Ligue 1 Ligue 2 National National 2 National 3 AC Ajaccio SC Bastia FC Balagne AS Furiani-Agliani FC Borgo GC Lucciana USC Corte Sud FC                                                     |

Huit clubs et 2 réserves professionnelles de la région évoluent à un niveau national lors de la saison 2024-2025 :
Le SC Bastia et l'AC Ajaccio, qui évoluent respectivement en Ligue 2 pour la quatrième et deuxième saison consécutive, après avoir terminé aux 13e et 15e place du classement la saison passée.
L'AS Furiani-Agliani entame sa troisième saison consécutive en National 2 après avoir terminé à la 3e place du groupe D la saison passée, il est rejoint par le FC Balagne qui a terminé à la 1re place du groupe H de National 3 la saison passée.
Le GC Lucciana, l'USC Corte, l'équipe réserve de l'AC Ajaccio et l'équipe réserve de SC Bastia entament une nouvelle saison en National 3 et sont rejoints par le FC Borgo, relégué de National 2 après avoir terminé à la 12e place du groupe C la saison passée, et le Sud FC qui est promu après avoir remporté le championnat de Régional 1.